# Napier Deltic

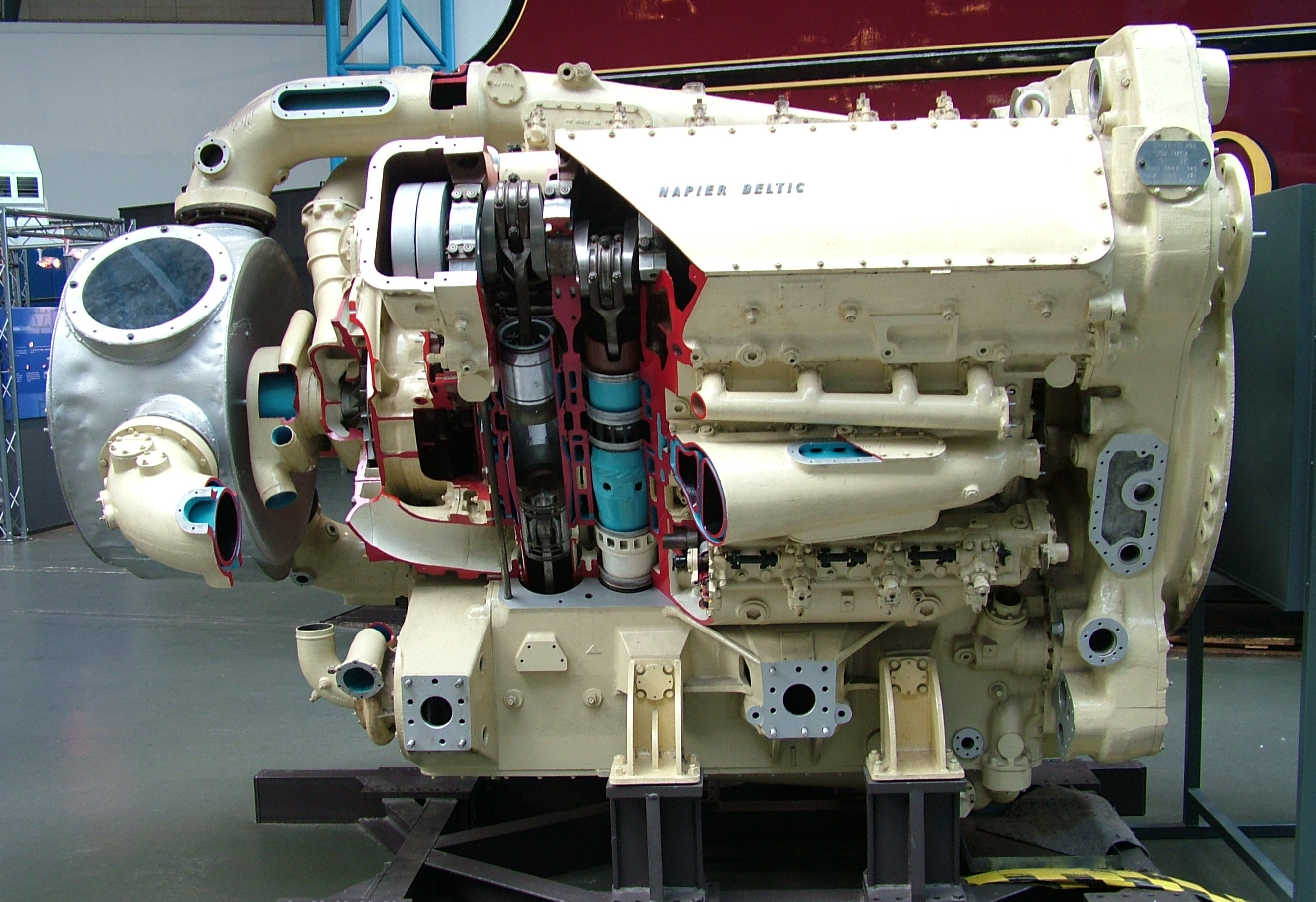
Napier Deltic v National Railway Museum v Yorku

Animace práce motoru

Napier Deltic je britský bezventilový, přeplňovaný, dvoudobý vznětový motor s protiběžnými písty. Příčný řez motoru má tvar trojúhelníku, přičemž skrz jeho vrcholy procházejí kolmo na rovinu řezu osy klikových hřídelí. Byl vyráběn firmou Napier & Son a používán byl jak u lokomotiv, tak i u lodí.
|              | T9-29  | D18-25       |
| ------------ | ------ | ------------ |
| Vrtání       | ?      | 130,175 mm   |
| Zdvih        | ?      | 2x 184,15 mm |
| Počet válců  | 9      | 18           |
| Počet pístů  | 18     | 36           |
| Objem motoru | ?      | 88,22 litrů  |
| Výkon motoru | 820 kW | 1230 kW      |